# Società Sportiva Pennarossa
La Società Sportiva Pennarossa és un club de futbol sanmarinès de la ciutat de Chiesanuova.

## Palmarès
- Lliga de San Marino de futbol:[4]

2004
- Lliga de San Marino de futbol:[4]

2004, 2005
- Trofeo Federale/Supercopa:[5]

2003

## Resultats a competicions europees
| Competició      | Partits | Guanyats | Empatats | Perduts | GF | GC |
| --------------- | ------- | -------- | -------- | ------- | -- | -- |
| Copa de la UEFA | 2       | -        | -        | 2       | 1  | 9  |